# قلعه امامیه
قلعه امامیه مشهد از یادگارهای معماری دوره قاجار است که در فهرست ملی ایران به ثبت رسیده است. این بنا در یک کیلومتری غرب میدان نمایشگاه بین‌المللی مشهد واقع شده است.
بررسی‌های به عمل آمده نشان می‌دهد احتمالاً منطقه امامیه همان روستای چهل بازه بوده که یک حد آن به روستای یوسفیه (قاسم‌آباد) محدود می‌شد. اما اصل آبادی امامیه باید همان محل قلعه امامیه باشد که در حال حاضر به صورت بنایی خشت و گلی و محصور دیده می‌شود. همچنین مظهر قنات امامیه نیز در فاصله حدود پانصد متری جنوب غربی این قلعه قرار دارد.
این بنا زیربنای تقریبی ۱۲۱۰۰ متر مربع داشته و در راستای شمالی جنوبی بنیان شده و از فضاهای معماری آن می‌توان به ورودی، برج‌های نگهبانی، فضاهای مسکونی ضلع شرقی به صورت دو طبقه با پوشش چوبی و تخت و همچنین معماری یک طبقه پیرامون حیاط مرکزی و طاقچه‌های هلالی با نگاره‌های باقی مانده بر روی آن اشاره کرد. این قلعه نشانگر تداوم قلعه‌سازی در منطقه بوده و نمونه‌ای از قلعه‌های اربابی با توجه به فضاهای دو طبقه و کاربردی آن است. از طرفی این بنا تنها نمونه باقی‌مانده از قلعه‌های اربابی پس از گسترش شهر مشهد به شمار می‌آید.